# Антиген
Антиген је супстанца способна да реагује са антителима, мада не мора да изазива стварање антитела. Антигени који изазивају стварање антитела у организму називају се још и имуногени.
То су протеини (липопротеини, гликопротеини, нуклеопротеини) или полисахариди велике молекулске масе (изнад 8000). Имуногеност зависи од великог броја фактора: од правилног понављања структурних група (епитопа) на површини великих молекула; од структуре (састава) антигена; од физичког стања (најјачи имуногени су антигени у облику честица); метаболизма антигена итд.
Антигени су основа стеченог имунитета, јер се он развија тек након иницијалног уласка разних микроорганизама, токсина и других страних тела у организам. Механизам помоћу којег тело препознаје ову иницијалну инвазију заснива се управо на присуству и препознавању антигена на тим молекулима. Као резултат јавља се имуни одговор.
Постоје и антигени мале молекулске масе (испод 8000) и називају се хаптени (непотпуни антигени). Они морају створити комплекс са ткивним беланчевинама (носачима), да би изазвали стварање антитела у организму. Међутим, касније и сами могу реаговати са антителима и изазвати имуни одговор. Обично су то лекови мале молекулске масе, хемијски састојци прашине, разне индустријске хемикалије, токсини отровног бршљана и сл.